# Coveñas
Coveñas − miasto w północnej Kolumbii, w departamencie Sucre, nad Morzem Karaibskim.
Liczba mieszkańców wynosi ok. 10 tys.
W mieście rozwinął się przemysł chemiczny.